# この彼女はフィクションです。
『この彼女はフィクションです。』は、渡辺静による日本の漫画作品。『週刊少年マガジン』（講談社）にて、2011年11号から45号まで連載された。

## 概要
主人公・葉村裕里が想像し、実体化した架空のキャラクター「ミチル」と、一つ上の先輩・風子との恋愛を描くラブコメディ。
なお、本作が作者初の週刊連載作品となる。

## あらすじ
葉村裕里は両親の転勤続きで住居を転々とし、いつもひとりぼっちだった。そんな彼が没頭したのが架空の恋人“ミチル”を10年にも渡ってノートに延々と描き続けるという秘密の趣味。
玉響西高校に入学し一人暮らしを始めた裕里は友人達に囲まれ、そして一つ年上の先輩・久住風子に恋した事でミチルとの決別を決意する。ノートを焼却して供養すべく、創作の神様を祀る神社へ赴いた彼が偶然出会ったのは憧れの風子だった。人知れずスランプに悩んでいた風子を励まそうと、彼女への想いと自らの趣味を明かすべく10年分のノートが詰まったバッグを開いた彼の前に、なぜか架空の存在であったはずのミチルが出現する。

## 登場人物

### 主要人物
葉村 裕里（はむら ゆうり）
本作の主人公。作中では主に「ユーリ」とされる。12月1日生まれ。身長167cm。体重53kg。B型。
高校入学まで、ミチル創作をライフワークとしていたが、一つ上の先輩・久住風子に恋をし、その趣味をやめたため、現在はほぼ無趣味。
幼少期から美術商である母親・愛理の仕事の都合で、全国を、時には外国をも転々としていた。高校入学をきっかけに、「もう大人だから」との理由で、一人暮らしを許され、玉響市に定住。愛理が立ち寄った際に泊まれるようにと、2LDKの部屋を借りたが、一度も宿泊に使われたことはなく、物置部屋となっている。
性格は心優しく、少々照れ屋な、どこにでもいる男子高生なのだが、この性格は”ミチル創作”をやめてから努力し、”矯正”したもので、それ以前の性格とは異なる。
画力は相当高いが、「ミチル」以外描いたことはほとんどない。
好きなものはオムライスとエビチリ。嫌いなものは揺れる乗り物（酔いやすいため）とピーマン。
蘭 未散（あららぎ みちる）
本作のヒロイン。作中での呼称は「ミチル」。12月1日生まれ。身長157cm。体重42kg。
ユーリが10年に亘りノートに描いてきた架空の恋人。だが、風子に恋をし、この趣味を捨て去ろうと決心し、今まで書いてきたノートやポスターを創作の神様が祀られているという玉響神社で焚き上げしようとするが、神社だけ嵐に飲み込まれるという事態に遭遇、実体化してしまう。
性格は天真爛漫で明るい。「ですます」口調でしゃべるため、おとなしい性格かと思いきや、一度決めたことは曲げない芯の強さも持つ。一途で非常に純愛。
少し天然であり、世間知らずなところもあるが、魅力の一つ。
好奇心は旺盛で、興味があることはとことん知りたがる。物覚えも早い。感受性も豊かであり、感動屋。感情表現の幅も広く、表情がコロコロ変わる。現在の日本女性が忘れている、可憐さ、清楚さをも兼ねそなえており、現実世界の女子とは全然違う。
好きなものはチョコレート。いやなことがあったら、チョコレートをドカ食いして忘れようとする。嫌いなものはクモ。姿を見るだけでパニックをおこす。
久住 風子（くずみ ふうこ）
もう一人のヒロイン。作中での呼称は「フーコ」。9月15日生まれ。身長164cm。体重41kg。
15歳で文芸誌の新人賞を受賞し、その容姿も相まって注目される天才文学美少女。
男子よりも女子からの人気が高く、現在の玉響西高文芸部の1年生は、彼女にあこがれて入部したものがほとんど。また、教師からも一目おかれており、校内において相当な発言力がある。成績も優秀。
デビュー作で得た印税は、半分両親にあげ、残りの額のさらに半分を定期預金にしたが、それでも高校生にしてはかなりのお金持ちである。
感情が高ぶると、発言が熟語のみになってしまう癖がある。
性格は冷静沈着と周囲から認識されていることを自覚し、それを多少意識的に演じているフシがあるが、実は明るくおどけた一面も持っている。思慮深く、頭も切れるが、こと色恋沙汰に関しては致命的にニブい。知識としては人並み以上に興味を持っているものの、典型的な「自分の経験を作品に生かす」タイプの作家であり、恋愛経験の乏しさに悩んでいる。
好きなものは紅茶、読書、紙の本。紙の手触りやにおいも含めて読書体験だと思っており、電子書籍に対しては、その便利さを認めながらも、寂しさを感じている。好きなジャンルは様々で、コメディからミステリーと幅広いが、実は一番好きなのは、ラブストーリー。嫌いなものは運動と悪口。
なお、当初登場予定はなかったが、連載としてタテすじが必要だったため、主人公とダブルヒロインの三角関係を作るべく、生み出されたキャラクターである。
単行本2巻の表紙で手にしている文庫本は作者がファンだという森博嗣の『Φは壊れたね』。

### 玉響西高校文芸部
水島 ナズナ（みずしま ナズナ）
5月5日生まれ。身長137cm。体重35kg。B型。
玉響西高校文芸部・部長で、同人サークル・ぐるぐるマシーの主催も務める。
マンガのスキルは相当高く、いろいろなタッチの絵を描き分けられる。作画スピードも超速。
服の袖が余っているのは、いつかからだが大きくなることを見越して、大きいサイズを購入したため。しかし、一向に大きくなる気配はない。
中村 小牧（なかむら こまき）
8月11日生まれ。身長156cm。体重47kg。A型。
中学時代は空手部に所属し、全国大会出場を果たすほどの実力者だったが、高校では周囲の期待をよそに文芸部に入部。だが、今でもたびたび空手部の勧誘を受けている。
他の部員たちが憧れで、フーコの事を好きになっているのに対し、フーコに恋愛感情を抱いている模様。
佐伯 真子（さえき まこ）
2月9日生まれ。身長161cm。体重42kg。A型。
中村小牧の中学時代からの友人。一緒に文芸部に入部。
おおらかで、落ち着きがあり、優しい性格。マンガ好き（ジャンルはBL）。
姫咲 ゆきの（ひめさき ゆきの）
4月12日生まれ。身長155cm。体重43kg。O型。
おとなしく、内気な女の子。男性恐怖症のケがあり、ユーリに対して少し距離をおいている。
その大人しさゆえに目立たないが、部内で一番男受けするルックスで、たびたび男子生徒からアプローチを受けては、泣いて断っている。
また、作者によると、佐伯真子とキャラが若干かぶっているとのこと。
栄 奈津子（さかえ なつこ）
12月19日生まれ。身長156cm。体重51kg。B型。
別段創作活動はしないが、フーコへの憧れ&楽しそうという理由で、友人の結奈とともに入部。
ミーハーでウワサ話が好き。趣味はダイエット。「おばちゃん体型」であることを少し気にしている。
藤本 結奈（ふじもと ゆいな）
7月12日生まれ。身長160cm。体重60kg。B型。
小説書き（ライトノベル志向）で、最新作は「百合のたわむれ」。
典型的なオタクであり、部屋によくフィギュアなどを持ち込む。
『けいおん!』にあこがれてギターを買ったが、3日で挫折した。
当初の髪型は真ん中わけだったが、キャラ付けのため途中からヘアピンをつけることになった。
門倉 幸子（かどくら さちこ）
10月24日生まれ。身長168cm。体重48kg。AB型。
小説書き（純文学志向）。メガネと三つ編み、長いスカートで"武装"しているが、実は大変な美人で、さらに体型もグラマラス。
性格はがさつで男っぽいが、川端康成を愛する文学少女でもある。
塚本 芽亜（つかもと めあ）
2月14日生まれ。身長157cm。体重44kg。
漫画描き（ジャンルは少年漫画）。
ビジュアル系バンドが好きで、B'zのファン。
物事に固執しない、サバサバした性格。軽口をたたいているが、その実、部長を非常に尊敬している。
口癖は「～っス」。

### その他
アム
フーコのデビュー作『Q:シルエット』に登場する架空のキャラクター。しかし、玉響際で行われた、文芸部による『追憶のデルタ』を公演中、「ミチル」の自我がユーリに攻撃してしまったことで揺らぎ、消えかけたことで、「架空」と「現実」のはざまにある越えられない壁に唯一ある扉が開き、「架空」に戻るための通路が出来た。が、「ミチル」は自我を取り戻したため、結果、一人分の通路が開いたままとなり、玉響神社に捨てられていた、『Q:シルエット』の構想ノートに描かれていたために実現化。
気が強い性格で、「理性の糸」を切るという特殊能力を持つ。この糸を切ることにより、理性を失わせた相手を5分間だけ、シモベにすることができる（この設定は当時、恋愛経験の乏しさに悩んでいたフーコが、「分からないなら、作ればいい」と作った裏設定である）。
松本 清人（まつもと きよと）
ユーリの友人。ヴィジュアル系ロックバンドのギタリストでもあるモテメン。複数の女性と交際している模様。
山根（やまね）
玉響祭の実行委員会の委員長。ミチルファンクラブ・「恋、満ちる」の会員。
文芸部に『追憶のデルタ』を玉響祭で劇場公演させようとするが、ただ単に、フーコと、「ミチル」目当てである。

## 用語解説
玉響神社
創作の神様が祭られているという神社で、「ミチル」と「アム」が実体化した場所でもあり、フーコの仮説によると、「架空」と「現実」のはざまにある越えられない壁にある唯一の扉である。通常はカギがかかっているが、何らかのきっかけで鍵が外れることがある。
なお、神社を壊してしまえば、神社の力は失われ、「ミチル」と「アム」は消える。
また、敷地のどこかにハート形の石が落ちており、それを手に入れた者は将来幸せな結婚ができるという伝説がある。という話をフーコが作り、「ミチル」達に話していたが、「ミチル」が本当に見つけたことから、実際にハート型の石は存在するようである。
Q・シルエット
フーコのデビュー作で、第57回アイオライト賞を受賞した作品。選考委員の小説家・小野寺紀水は「少女らしい瑞々しさと、老練の文豪が如き風格とが融合された傑作。末恐ろしい。」という、賛辞を送っている。
後にこの作品に登場した、「アム」が実体化することとなる。

## 書誌情報
- 渡辺静『この彼女はフィクションです。』 講談社〈少年マガジンKC〉、全4巻
  1. 2011年6月17日発売、ISBN 978-4-06-384512-9
  2. 2011年8月17日発売、ISBN 978-4-06-384541-9
  3. 2011年10月17日発売、ISBN 978-4-06-384571-6
  4. 2011年11月17日発売、ISBN 978-4-06-384590-7